# Генріх Тим
Генріх Тим (нім. Heinrich Thym; 24 серпня 1888, Альтленгбах — 26 березня 1969, Відень) — австрійський і німецький офіцер, генерал-лейтенант люфтваффе.

## Біографія
18 серпня 1908 року поступив на службу в австро-угорську армію. Учасник Першої світової війни. 4 листопада 1918 року потрапив у італійський полон. 27 серпня 1919 року звільнений і продовжив службу в австрійській армії. В 1934 року вийшов у відставку.
15 березня 1938 року поступив на службу в 5-й зенітний полк. З 1 серпня 1938 року — командир батальйону свого полку. З 1 жовтня 1938 року — командир 19-ї зенітного полку. З 1 червня 1940 року — командир 4-ї зенітної бригади. 30 листопада 1942 року звільнений у відставку.

## Звання
- Лейтенант (1 травня 1911)
- Обер-лейтенант (1 серпня 1914)
- Гауптман (1 серпня 1917)
- Титулярний майор (15 липня 1921)
- Штабс-гауптман (1 березня 1923)
- Майор (20 січня 1923)
- Оберст-лейтенант (15 березня 1938)
- Оберст (1 квітня 1940)
- Генерал-майор (1 листопада 1940)
- Генерал-лейтенант (1 листопада 1942)

## Нагороди
- Ювілейний хрест (1908)
- Пам'ятний хрест 1912/13
- Бронзова медаль «За військові заслуги» (Австро-Угорщина) з мечами
- Хрест «За військові заслуги» (Австро-Угорщина) 3-го класу з військовою відзнакою і мечами
- Військовий Хрест Карла
- Пам'ятна військова медаль (Австрія) з мечами
- Хрест «За вислугу років» (Австрія) 2-го класу для офіцерів (25 років)
- Почесний хрест ветерана війни з мечами
- Медаль «За вислугу років у Вермахті» 4-го, 3-го, 2-го і 1-го класу (25 років)